# Goeses católicos
Goeses católicos (concani: गोंय्चे कॅतोलिक Goiche Katholik) são católicos romanos do estado de Goa, uma região na costa oeste da Índia, antigamente parte da Índia Portuguesa. Eles são concanis e falam a língua concani. Os navios portugueses chegaram a Goa em 1510 e as atividades missionárias iniciaram-se logo a seguir quando o papa Nicolau V decretou a bula pontifícia Romanus Pontifex, garantindo o apoio à propagação da fé cristã na Ásia.
A maior parte dos goeses católicos descende de brâmanes Gaud Saraswat nativos de Goa, que foram convertidos pelos portugueses a partir de 1560. O Édito da Inquisição de Goa e as guerras entre os portugueses e os maratas foram as memórias mais desconsoladas da sua história, o que levou à migração de muitos goeses católicos para as regiões vizinhas de Canara e Sawantwadi em Maarastra. O feni e suas contribuições para o mundo da música e literatura são bem conhecidos.
A sua cultura é uma mistura da cultura portuguesa cristã e das culturas indianas e hindus. A noção de identidade goesa a princípio, intimamente relacionada à cultura portuguesa, formou-se após a integração de Goa na União Indiana, em 1961. A diáspora goesa católica encontra-se dispersa pelo globo, com comunidades concentradas nos Estados Árabes do Golfo Pérsico, nos países lusófonos e anglófonos. A identidade goesa católica tem sido ampliada nos últimos tempos para incluir emigrantes de ascendência goesa católica, uma vez que cerca de metade da comunidade reside fora de Goa.